# UEFA Champions League 2017–18
UEFA Champions League 2017–18 là mùa giải thứ 63 của giải đấu các câu lạc bộ bóng đá tổ chức bởi UEFA, và mùa thứ 26 kể từ khi nó chuyển tên từ Cúp C1 châu Âu thành UEFA Champions League.
Trận chung kết UEFA Champions League 2018 diễn ra tại sân vận động NSC Olimpiyskiy ở Kiev, Ukraina. Real Madrid đã chiến thắng Liverpool với tỷ số 3-1 để giành chức vô địch lần thứ 3 liên tiếp và lần thứ 13 vô địch giải đấu này.
Nhà vô địch Real Madrid tham dự Giải vô địch bóng đá thế giới các câu lạc bộ 2018 ở UAE với tư cách là đại diện của UEFA, và cũng được giành quyền thi đấu với nhà vô địch của UEFA Europa League 2017–18 (Atlético Madrid) tại Siêu cúp châu Âu 2018.

## Phân bố đội của các hiệp hội
Tổng cộng có 79 đội từ 54 trong số 55 hiệp hội thành viên UEFA tham dự (ngoại trừ Liechtenstein, do không tổ chức giải quốc nội). Xếp hạng hiệp hội dựa trên hệ số quốc gia UEFA được dùng để xác định số đội tham dự cho mỗi hiệp hội:
- Các hiệp hội từ 1-3 có 4 đội tham dự.
- Các hiệp hội từ 4-6 có 3 đội tham dự.
- Các hiệp hội từ 7-15 có 2 đội tham dự.
- Các hiệp hội từ 16-55 (trừ Liechtenstein) có 1 đội tham dự.
- Nhà vô địch UEFA Champions League 2016-17 và UEFA Europa League 2016-17 đều được nhận 1 suất bổ sung nếu họ không lọt vào UEFA Champions League thông qua giải quốc nội.
  - Nhà vô địch UEFA Champions League 2016-17, Real Madrid đã lọt vào giải đấu thông qua giải quốc nội, nên suất bổ sung cho đương kim vô địch Champions League là không cần thiết.
  - Nhà vô địch UEFA Europa League 2016-17, Manchester United không lọt vào giải đấu thông qua giải quốc nội, nên suất bổ sung cho đương kim vô địch Europa League là cần thiết.

Kosovo trở thành thành viên của UEFA kể từ ngày 3 tháng 5 năm 2016, có lần ra mắt đầu tiên của họ ở UEFA Champions League.

### Xếp hạng hiệp hội
Đối với UEFA Champions League 2017–18, các hiệp hội được phân bố dựa trên hệ số quốc gia UEFA năm 2016, tính đến thành tích của họ tại các giải đấu ở châu Âu từ mùa giải 2011-12 đến 2015-16.
Ngoài việc phân bổ dựa trên hệ số quốc gia, các hiệp hội có thể có thêm các đội tham gia Champions League, như được ghi chú dưới đây:
(UEL) – Suất bổ sung cho đội đương kim vô địch UEFA Europa League
| XH | Hiệp hội     | Hệ số   | Số đội | Ghi chú  |
| -- | ------------ | ------- | ------ | -------- |
| 1  | Tây Ban Nha  | 105.713 | 4      |          |
| 2  | Đức          | 80.177  | 4      |          |
| 3  | Anh          | 76.284  | 4      | +1 (UEL) |
| 4  | Ý            | 70.439  | 3      |          |
| 5  | Bồ Đào Nha   | 53.082  | 3      |          |
| 6  | Pháp         | 52.749  | 3      |          |
| 7  | Nga          | 51.082  | 2      |          |
| 8  | Ukraina      | 44.883  | 2      |          |
| 9  | Bỉ           | 40.000  | 2      |          |
| 10 | Hà Lan       | 35.563  | 2      |          |
| 11 | Thổ Nhĩ Kỳ   | 34.600  | 2      |          |
| 12 | Thụy Sĩ      | 33.775  | 2      |          |
| 13 | Cộng hòa Séc | 32.925  | 2      |          |
| 14 | Hy Lạp       | 29.700  | 2      |          |
| 15 | România      | 25.383  | 2      |          |
| 16 | Áo           | 25.100  | 1      |          |
| 17 | Croatia      | 23.875  | 1      |          |
| 18 | Ba Lan       | 22.500  | 1      |          |
| 19 | Síp          | 22.175  | 1      |          |

| XH | Hiệp hội      | Hệ số  | Số đội | Ghi chú |
| -- | ------------- | ------ | ------ | ------- |
| 20 | Belarus       | 20.000 | 1      |         |
| 21 | Thụy Điển     | 19.875 | 1      |         |
| 22 | Na Uy         | 19.250 | 1      |         |
| 23 | Israel        | 18.625 | 1      |         |
| 24 | Đan Mạch      | 18.600 | 1      |         |
| 25 | Scotland      | 17.300 | 1      |         |
| 26 | Azerbaijan    | 14.875 | 1      |         |
| 27 | Serbia        | 14.625 | 1      |         |
| 28 | Kazakhstan    | 14.125 | 1      |         |
| 29 | Bulgaria      | 13.125 | 1      |         |
| 30 | Slovenia      | 13.125 | 1      |         |
| 31 | Slovakia      | 12.000 | 1      |         |
| 32 | Liechtenstein | 10.500 | 0      |         |
| 33 | Hungary       | 9.875  | 1      |         |
| 34 | Moldova       | 9.125  | 1      |         |
| 35 | Iceland       | 8.750  | 1      |         |
| 36 | Gruzia        | 8.125  | 1      |         |
| 37 | Phần Lan      | 7.400  | 1      |         |

| XH | Hiệp hội              | Hệ số | Số đội | Ghi chú |
| -- | --------------------- | ----- | ------ | ------- |
| 38 | Bosnia và Herzegovina | 7.125 | 1      |         |
| 39 | Albania               | 6.625 | 1      |         |
| 40 | Macedonia             | 6.000 | 1      |         |
| 41 | Cộng hòa Ireland      | 5.450 | 1      |         |
| 42 | Latvia                | 5.375 | 1      |         |
| 43 | Luxembourg            | 5.250 | 1      |         |
| 44 | Montenegro            | 4.875 | 1      |         |
| 45 | Litva                 | 4.625 | 1      |         |
| 46 | Bắc Ireland           | 4.500 | 1      |         |
| 47 | Estonia               | 4.250 | 1      |         |
| 48 | Armenia               | 4.125 | 1      |         |
| 49 | Quần đảo Faroe        | 3.625 | 1      |         |
| 50 | Malta                 | 3.583 | 1      |         |
| 51 | Wales                 | 3.500 | 1      |         |
| 52 | Gibraltar             | 1.000 | 1      |         |
| 53 | Andorra               | 0.999 | 1      |         |
| 54 | San Marino            | 0.333 | 1      |         |
| 55 | Kosovo                | 0.000 | 1      |         |

### Phân phối
Trong danh sách tham dự ban đầu, đội đương kim vô địch Champions League tham dự vòng bảng. Tuy nhiên, vì Real Madrid lọt vào vòng bảng (với tư cách là đội vô địch La Liga 2016-17), suất tham dự cho đội đương kim vô địch Champions League được trao cho đội đương kim vô địch của Europa League Manchester United.
|                                  |                                                   | Các đội tham gia vòng đấu này | Các đội đi tiếp từ vòng đấu trước |
| -------------------------------- | ------------------------------------------------- | --- | --- |
| Vòng loại thứ nhất (10 đội)      | Vòng loại thứ nhất (10 đội)                       | - 10 đội vô địch từ các hiệp hội hạng 46-55 | |
| Vòng loại thứ hai (34 đội)       | Vòng loại thứ hai (34 đội)                        | - 29 đội vô địch từ các hiệp hội hạng 16–45 (trừ Liechtenstein)                                                                                            | - 5 đội thắng từ vòng loại thứ nhất |
| Vòng loại thứ ba                 | Nhóm các đội vô địch giải quốc nội (20 đội)       | - 3 đội vô địch từ các hiệp hội hạng 13–15 | - 17 đội thắng từ vòng loại thứ hai |
| Vòng loại thứ ba                 | Nhóm các đội không vô địch giải quốc nội (10 đội) | - 9 đội á quân từ các hiệp hội hạng 7–15 - 1 đội đứng thứ ba từ hiệp hội hạng 6                                                                            | |
| Vòng play-off                    | Nhóm các đội vô địch giải quốc nội (10 đội)       | | - 10 đội thắng từ vòng loại thứ ba (Nhóm các đội vô địch giải quốc nội)                                                                       |
| Vòng play-off                    | Nhóm các đội không vô địch giải quốc nội (10 đội) | - 2 đội đứng thứ 3 từ các hiệp hội hạng 4–5 - 3 đội đứng thứ 4 từ các hiệp hội hạng 1–3                                                                    | - 5 đội chiến thắng từ vòng loại thứ ba (Nhóm các đội không vô địch giải quốc nội)                                                            |
| Vòng bảng (32 đội)               | Vòng bảng (32 đội)                                | - 12 đội vô địch từ các hiệp hội hạng 1–12 - 6 đội á quân từ các hiệp hội hạng 1–6 - 3 đội đứng thứ 3 từ các hiệp hội hạng 1–3 - Đội vô địch Europa League | - 5 đội thắng từ vòng play-off (Nhóm các đội vô địch giải quốc nội) - 5 đội thắng từ vòng play-off (Nhóm các đội không vô địch giải quốc nội) |
| Vòng đấu loại trực tiếp (16 đội) | Vòng đấu loại trực tiếp (16 đội)                  | | - 8 đội đứng nhất từ vòng bảng - 8 đội đứng nhì từ vòng bảng                                                                                  |

### Các đội tham gia
Vị trí giải đấu của các đội bóng ở mùa giải trước được biểu thị trong ngoặc đơn (TH: Nhà vô địch Champions League; EL: Nhà vô địch Europa League).
| Vòng bảng                | Vòng bảng                | Vòng bảng                 | Vòng bảng                 |
| ------------------------ | ------------------------ | ------------------------- | ------------------------- |
| Real MadridTH (1st)      | Chelsea (1st)            | Porto (2nd)               | Feyenoord (1st)           |
| Barcelona (2nd)          | Tottenham Hotspur (2nd)  | Monaco (1st)[Note FRA]    | Beşiktaş (1st)            |
| Atlético Madrid (3rd)    | Manchester City (3rd)    | Paris Saint-Germain (2nd) | Basel (1st)               |
| Bayern Munich (1st)      | Juventus (1st)           | Spartak Moscow (1st)      | Manchester United (EL)    |
| RB Leipzig (2nd)         | Roma (2nd)               | Shakhtar Donetsk (1st)    |                           |
| Borussia Dortmund (3rd)  | Benfica (1st)            | Anderlecht (1st)          |                           |
| Vòng play-off            |                          |                           |                           |
| Champions Route          | League Route             | League Route              | League Route              |
|                          | Sevilla (4th)            | Liverpool (4th)           | Sporting CP (3rd)         |
| 1899 Hoffenheim (4th)    | Napoli (3rd)             |                           |                           |
| Vòng loại thứ 3          |                          |                           |                           |
| Champions Route          | League Route             | League Route              | League Route              |
| Slavia Prague (1st)      | Nice (3rd)               | Ajax (2nd)                | AEK Athens (2nd)          |
| Olympiacos (1st)         | CSKA Moscow (2nd)        | İstanbul Başakşehir (2nd) | Steaua București (2nd)    |
| Viitorul Constanța (1st) | Dynamo Kyiv (2nd)        | Young Boys (2nd)          |                           |
|                          | Club Brugge (2nd)        | Viktoria Plzeň (2nd)      |                           |
| Vòng loại thứ hai        |                          |                           |                           |
| Red Bull Salzburg (1st)  | Copenhagen (1st)         | Honvéd (1st)              | Dundalk (1st)             |
| Rijeka (1st)             | Celtic (1st)             | Sheriff Tiraspol (1st)    | Spartaks Jūrmala (1st)    |
| Legia Warsaw (1st)       | Qarabağ (1st)            | FH (1st)                  | F91 Dudelange (1st)       |
| APOEL (1st)              | Partizan (1st)           | Samtredia (1st)           | Budućnost Podgorica (1st) |
| BATE Borisov (1st)       | Astana (1st)             | IFK Mariehamn (1st)       | Žalgiris Vilnius (1st)    |
| Malmö FF (1st)           | Ludogorets Razgrad (1st) | Zrinjski Mostar (1st)     |                           |
| Rosenborg (1st)          | Maribor (1st)            | Kukësi (1st)              |                           |
| Hapoel Be'er Sheva (1st) | Žilina (1st)             | Vardar (1st)              |                           |
| Vòng loại thứ nhất       |                          |                           |                           |
| Linfield (1st)           | Víkingur Gøta (1st)      | Europa FC (1st)           | Trepça'89 (1st)           |
| FCI Tallinn (1st)        | Hibernians (1st)         | FC Santa Coloma (1st)     |                           |
| Alashkert (1st)          | The New Saints (1st)     | La Fiorita (1st)          |                           |

Ghi chú
1. ^ Pháp (FRA): AS Monaco là một câu lạc bộ có trụ sở tại Monaco (không phải là thành viên của UEFA), nhưng được tham gia Champions League thông qua giải Ligue 1 (bất kỳ điểm số nào mà họ kiếm được đều được tính vào Ligue 1).

## Vòng và ngày bốc thăm
Lịch thi đấu của giải đấu như sau (Tất cả các lễ bốc thăm đều tổ chức tại trụ sở UEFA tại Nyon, Thụy Sĩ, trừ khi được nêu rõ).
| Giai đoạn               | Vòng               | Ngày bốc thăm                | Lượt đi                                                    | Lượt về                                                    |
| ----------------------- | ------------------ | ---------------------------- | ---------------------------------------------------------- | ---------------------------------------------------------- |
| Vòng loại               | Vòng loại thứ nhất | 19 tháng 6 năm 2017          | 27–28 tháng 6 năm 2017                                     | 4–5 tháng 7 năm 2017                                       |
| Vòng loại               | Vòng loại thứ hai  | 19 tháng 6 năm 2017          | 11–12 tháng 7 năm 2017                                     | 18–19 tháng 7 năm 2017                                     |
| Vòng loại               | Vòng loại thứ ba   | 14 tháng 7 năm 2017          | 25–26 tháng 7 năm 2017                                     | 1–2 tháng 8 năm 2017                                       |
| Play-off                | Vòng Play-off      | 4 tháng 8 năm 2017           | 15–16 tháng 8 năm 2017                                     | 22–23 tháng 8 năm 2017                                     |
| Vòng bảng               | Lượt trận thứ nhất | 24 tháng 8 năm 2017 (Monaco) | 12–13 tháng 9 năm 2017                                     | 12–13 tháng 9 năm 2017                                     |
| Vòng bảng               | Lượt trận thứ hai  | 24 tháng 8 năm 2017 (Monaco) | 26–27 tháng 9 năm 2017                                     | 26–27 tháng 9 năm 2017                                     |
| Vòng bảng               | Lượt trận thứ ba   | 24 tháng 8 năm 2017 (Monaco) | 17–18 tháng 10 năm 2017                                    | 17–18 tháng 10 năm 2017                                    |
| Vòng bảng               | Lượt trận thứ tư   | 24 tháng 8 năm 2017 (Monaco) | 31 tháng 10 – 1 tháng 11 năm 2017                          | 31 tháng 10 – 1 tháng 11 năm 2017                          |
| Vòng bảng               | Lượt trận thứ năm  | 24 tháng 8 năm 2017 (Monaco) | 21–22 tháng 11 năm 2017                                    | 21–22 tháng 11 năm 2017                                    |
| Vòng bảng               | Lượt trận thứ sáu  | 24 tháng 8 năm 2017 (Monaco) | 5–6 tháng 12 năm 2017                                      | 5–6 tháng 12 năm 2017                                      |
| Vòng đấu loại trực tiếp | Vòng 16 đội        | 11 tháng 12 năm 2017         | 13–14 & 20–21 tháng 2 năm 2018                             | 6–7 & 13–14 tháng 3 năm 2018                               |
| Vòng đấu loại trực tiếp | Tứ kết             | 16 tháng 3 năm 2018          | 3–4 tháng 4 năm 2018                                       | 10–11 tháng 4 năm 2018                                     |
| Vòng đấu loại trực tiếp | Bán kết            | 13 tháng 4 năm 2018          | 24–25 tháng 4 năm 2018                                     | 1–2 tháng 5 năm 2018                                       |
| Vòng đấu loại trực tiếp | Chung kết          | 13 tháng 4 năm 2018          | 26 tháng 5 năm 2018 tại Sân vận động NSC Olimpiyskiy, Kiev | 26 tháng 5 năm 2018 tại Sân vận động NSC Olimpiyskiy, Kiev |

## Vòng loại
Ở vòng loại và vòng play-off, các đội được chia thành các đội hạt giống và không hạt giống dựa trên hệ số câu lạc bộ UEFA 2017 của họ,, và sau đó bốc thăm để xác định các cặp đấu thi đấu theo thể thức hai lượt. Các đội từ cùng hiệp hội không thể thi đấu với nhau.
Lễ bốc thăm vòng loại thứ nhất được tổ chức vào ngày 19 tháng 6 năm 2017, lúc 12:00 CEST, tại trụ sở UEFA ở Nyon, Thụy Sĩ.

### Vòng loại 1
Lượt đi diễn ra ngày 27 và 28 tháng 6, và lượt về ngày 4 tháng 7 năm 2017.
| Đội 1          | TTS | Đội 2           | Lượt đi | Lượt về      |
| -------------- | --- | --------------- | ------- | ------------ |
| Víkingur Gøta  | 6–2 | Trepça'89       | 2–1     | 4–1          |
| Hibernians     | 3–0 | FCI Tallinn     | 2–0     | 1–0          |
| Alashkert      | 2–1 | FC Santa Coloma | 1–0     | 1–1          |
| The New Saints | 4–3 | Europa FC       | 1–2     | 3–1 (s.h.p.) |
| Linfield       | 1–0 | La Fiorita      | 1–0     | 0–0          |

### Vòng loại 2

#### Kết quả
Lượt đi diễn ra ngày 11, 12 và 14 tháng 7, và lượt về ngày 18 và 19 tháng 7 năm 2017.
| Đội 1              | TTS     | Đội 2               | Lượt đi | Lượt về      |
| ------------------ | ------- | ------------------- | ------- | ------------ |
| APOEL              | 2–0     | F91 Dudelange       | 1–0     | 1–0          |
| Žalgiris Vilnius   | 3–5     | Ludogorets Razgrad  | 2–1     | 1–4          |
| Qarabağ            | 6–0     | Samtredia           | 5–0     | 1–0          |
| Partizan           | 2–0     | Budućnost Podgorica | 2–0     | 0–0          |
| Hibernians         | 0–6     | Red Bull Salzburg   | 0–3     | 0–3          |
| Sheriff Tiraspol   | 2–2 (a) | Kukësi              | 1–0     | 1–2          |
| Spartaks Jūrmala   | 1–2[A]  | Astana              | 0–1     | 1–1          |
| BATE Borisov       | 4–2     | Alashkert           | 1–1     | 3–1          |
| Žilina             | 3–4     | Copenhagen          | 1–3     | 2–1          |
| Hapoel Be'er Sheva | 5–3     | Honvéd              | 2–1     | 3–2          |
| Rijeka             | 7–1     | The New Saints      | 2–0     | 5–1          |
| Malmö FF           | 2–4     | Vardar              | 1–1     | 1–3          |
| Zrinjski Mostar    | 2–3     | Maribor             | 1–2     | 1–1          |
| Dundalk            | 2–3     | Rosenborg           | 1–1     | 1–2 (s.h.p.) |
| FH                 | 3–1     | Víkingur Gøta       | 1–1     | 2–0          |
| Linfield           | 0–6     | Celtic              | 0–2     | 0–4          |
| IFK Mariehamn      | 0–9     | Legia Warsaw        | 0–3     | 0–6          |

Chú thích
1. ^ Thứ tự chủ nhà thay đổi sau bốc thăm.

### Vòng loại 3
Lượt đi diễn ra ngày 25 và 26 tháng 7, và lượt về ngày 1 và 2 tháng 8 năm 2017.
| Đội 1              | TTS             | Đội 2               | Lượt đi         | Lượt về         |                 |
| Champions Route    | Champions Route | Champions Route     | Champions Route | Champions Route | Champions Route |
| ------------------ | --------------- | ------------------- | --------------- | --------------- | --------------- |
| Slavia Prague      | 2–2 (a)         | BATE Borisov        | 1–0             | 1–2             |                 |
| Astana             | 3–2             | Legia Warsaw        | 3–1             | 0–1             |                 |
| Maribor            | 2–0             | FH                  | 1–0             | 1–0             |                 |
| Vardar             | 2–4[B]          | Copenhagen          | 1–0             | 1–4             |                 |
| Celtic             | 1–0             | Rosenborg           | 0–0             | 1–0             |                 |
| Hapoel Be'er Sheva | 3–3 (a)         | Ludogorets Razgrad  | 2–0             | 1–3             |                 |
| Viitorul Constanța | 1–4             | APOEL               | 1–0             | 0–4 (s.h.p.)    |                 |
| Red Bull Salzburg  | 1–1 (a)         | Rijeka              | 1–1             | 0–0             |                 |
| Qarabağ            | 2–1             | Sheriff Tiraspol    | 0–0             | 2–1             |                 |
| Partizan           | 3–5             | Olympiacos          | 1–3             | 2–2             |                 |
| League Route       |                 |                     |                 |                 |                 |
| FCSB               | 6–3             | Viktoria Plzeň      | 2–2             | 4–1             |                 |
| Nice               | 3–3 (a)         | Ajax                | 1–1             | 2–2             |                 |
| Dynamo Kyiv        | 3–3 (a)         | Young Boys          | 3–1             | 0–2             |                 |
| AEK Athens         | 0–3             | CSKA Moscow         | 0–2             | 0–1             |                 |
| Club Brugge        | 3–5             | İstanbul Başakşehir | 3–3             | 0–2             |                 |

Chú thích
1. ^ Thứ tự chủ nhà thay đổi sau bốc thăm.

### Play-off
Lượt đi diễn ra ngày 15 và 16 tháng 8, và lượt về ngày 22 và 23 tháng 8 năm 2017.
| Đội 1               | TTS             | Đội 2           | Lượt đi         | Lượt về         |                 |
| Champions Route     | Champions Route | Champions Route | Champions Route | Champions Route | Champions Route |
| ------------------- | --------------- | --------------- | --------------- | --------------- | --------------- |
| Qarabağ             | 2–2 (a)         | Copenhagen      | 1–0             | 1–2             |                 |
| APOEL               | 2–0             | Slavia Prague   | 2–0             | 0–0             |                 |
| Olympiacos          | 3–1             | Rijeka          | 2–1             | 1–0             |                 |
| Celtic              | 8–4             | Astana          | 5–0             | 3–4             |                 |
| Hapoel Be'er Sheva  | 2–2 (a)         | Maribor         | 2–1             | 0–1             |                 |
| League Route        |                 |                 |                 |                 |                 |
| İstanbul Başakşehir | 3–4             | Sevilla         | 1–2             | 2–2             |                 |
| Young Boys          | 0–3             | CSKA Moscow     | 0–1             | 0–2             |                 |
| Napoli              | 4–0             | Nice            | 2–0             | 2–0             |                 |
| 1899 Hoffenheim     | 3–6             | Liverpool       | 1–2             | 2–4             |                 |
| Sporting CP         | 5–1             | FCSB            | 0–0             | 5–1             |                 |

## Vòng bảng
Lễ bốc thăm vòng bảng được tổ chức vào ngày 24 tháng 8 năm 2017, lúc 18:00 CEST, tại Trung tâm diễn đàn Grimaldi ở Monaco. 32 đội bóng đã được chia thành tám bảng với mỗi bảng 4 đội, với các đội cùng hiệp hội sẽ không cùng chung một bảng. Đối với lễ bốc thăm, các đội được cho vào bốn nhóm trên các nguyên tắc sau (bắt đầu từ mùa giải 2015-16):
- Nhóm 1 gồm các đội vô địch từ 7 giải đấu hiệp hội hàng đâu dựa trên hệ số các quốc gia UEFA năm 2016.[10][11] Với tư cách là đương kim vô địch giải, Real Madrid, là một trong những nhà vô địch của bảy hiệp hội, liên đoàn hàng đầu, các nhà vô địch của hiệp hội xếp thứ tám cũng được gieo vào Nhóm 1 (quy định Điều 13.05).[7]
- Nhóm 2, 3 và 4 gồm các đội còn lại, dựa theo hệ số câu lạc bộ UEFA 2017 của họ.[19][20][21]

Ở mỗi bảng, các đội đấu với nhau với thể thức đấu vòng tròn 2 lượt sân nhà và khách. Các đội nhất và nhì bảng tiến vào vòng 16 đội, trong khi các đội thứ ba tham gia vòng 32 đội UEFA Europa League 2017-18. Các trận đấu ngày 12-13 tháng 9, 26-27 tháng 9 năm 17-18 tháng 10, 31 tháng 10 - 1 tháng 11, 21-22 tháng 11 và 5-6 tháng 12 năm 2017.
Tổng cộng có 17 hiệp hội quốc gia đã được đại diện trong giai đoạn vòng bảng. Qarabağ và RB Leipzig lần đầu góp mặt tại vòng bảng. Qarabağ là đội đầu tiên của Azerbaijan chơi ở vòng bảng Champions League.
| Tiêu chí xếp hạng |
| --- |
| Các đội được xếp hạng theo điểm (thắng 3 điểm, hòa 1 điểm, thua 0 điểm). Nếu hai hoặc nhiều đội có cùng điểm khi kết thúc trận đấu của bảng, các tiêu chí sau được áp dụng theo thứ tự xác định xếp hạng (quy định Điều 17.01): 1. Số điểm cao hơn có được trong các trận đấu giữa các đội trong số các đội được đề cập; 2. Cao hơn sự khác biệt mục tiêu từ các trận đấu nhóm chơi giữa các đội đang đề cập; 3. Số bàn thắng ghi được nhiều hơn trong các trận đấu giữa các đội đang được bàn đến; 4. Số bàn thắng ghi được nhiều hơn từ sân nhà trong các trận đấu giữa các đội được chơi trong số các đội được hỏi; 5. Nếu sau khi áp dụng các tiêu chí từ 1 đến 4, các đội vẫn có xếp hạng ngang nhau, các tiêu chí từ 1 đến 4 chỉ được sử dụng lại cho các trận đấu giữa các đội trong câu hỏi để xác định thứ hạng cuối cùng của họ. Nếu thủ tục này không dẫn đến quyết định, áp dụng các tiêu chí từ 6 đến 12; 6. Cao hơn mục tiêu khác biệt trong tất cả các trận đấu nhóm; 7. Số bàn thắng ghi được trong tất cả các trận đấu của nhóm; 8. Số bàn thắng ghi được trong tất cả các trận đấu của nhóm; 9. Số lần thắng trong tất cả các trận đấu nhóm; 10. Số trận thắng nhiều hơn trong tất cả các trận đấu nhóm; 11. Điểm thấp hơn tổng số chỉ dựa trên thẻ vàng và đỏ nhận được trong tất cả các trận đấu nhóm (thẻ đỏ = 3 điểm, vàng = 1 điểm, đuổi 2 thẻ vàng trong một trận = 3 điểm); 12. Hệ số câu lạc bộ cao hơn. |

### Bảng A
| VT | Đội               | ST | T | H | B | BT | BB | HS  | Đ  | Giành quyền tham dự                 |  | MU  | BSL | CSKA | BEN |
| -- | ----------------- | -- | - | - | - | -- | -- | --- | -- | ----------------------------------- |  | --- | --- | ---- | --- |
| 1  | Manchester United | 6  | 5 | 0 | 1 | 12 | 3  | +9  | 15 | Đi tiếp vào vòng đấu loại trực tiếp |  | —   | 3–0 | 2–1  | 2–0 |
| 2  | Basel             | 6  | 4 | 0 | 2 | 11 | 5  | +6  | 12 | Đi tiếp vào vòng đấu loại trực tiếp |  | 1–0 | —   | 1–2  | 5–0 |
| 3  | CSKA Moscow       | 6  | 3 | 0 | 3 | 8  | 10 | −2  | 9  | Chuyển qua Europa League            |  | 1–4 | 0–2 | —    | 2–0 |
| 4  | Benfica           | 6  | 0 | 0 | 6 | 1  | 14 | −13 | 0  |                                     |  | 0–1 | 0–2 | 1–2  | —   |

### Bảng B
| VT | Đội                 | ST | T | H | B | BT | BB | HS  | Đ  | Giành quyền tham dự                 |  | PAR | BAY | CEL | AND |
| -- | ------------------- | -- | - | - | - | -- | -- | --- | -- | ----------------------------------- |  | --- | --- | --- | --- |
| 1  | Paris Saint-Germain | 6  | 5 | 0 | 1 | 25 | 4  | +21 | 15 | Đi tiếp vào vòng đấu loại trực tiếp |  | —   | 3–0 | 7–1 | 5–0 |
| 2  | Bayern Munich       | 6  | 5 | 0 | 1 | 13 | 6  | +7  | 15 | Đi tiếp vào vòng đấu loại trực tiếp |  | 3–1 | —   | 3–0 | 3–0 |
| 3  | Celtic              | 6  | 1 | 0 | 5 | 5  | 18 | −13 | 3  | Chuyển qua Europa League            |  | 0–5 | 1–2 | —   | 0–1 |
| 4  | Anderlecht          | 6  | 1 | 0 | 5 | 2  | 17 | −15 | 3  |                                     |  | 0–4 | 1–2 | 0–3 | —   |

1. 1 2  Kết quả đối đầu: Paris Saint-Germain 3–0 Bayern Munich, Bayern Munich 3–1 Paris Saint-Germain.
2. 1 2  Kết quả đối đầu: Anderlecht 0–3 Celtic, Celtic 0–1 Anderlecht.

### Bảng C
| VT | Đội             | ST | T | H | B | BT | BB | HS  | Đ  | Giành quyền tham dự                 |  | ROM | CHL | ATL | QRB |
| -- | --------------- | -- | - | - | - | -- | -- | --- | -- | ----------------------------------- |  | --- | --- | --- | --- |
| 1  | Roma            | 6  | 3 | 2 | 1 | 9  | 6  | +3  | 11 | Đi tiếp vào vòng đấu loại trực tiếp |  | —   | 3–0 | 0–0 | 1–0 |
| 2  | Chelsea         | 6  | 3 | 2 | 1 | 16 | 8  | +8  | 11 | Đi tiếp vào vòng đấu loại trực tiếp |  | 3–3 | —   | 1–1 | 6–0 |
| 3  | Atlético Madrid | 6  | 1 | 4 | 1 | 5  | 4  | +1  | 7  | Chuyển qua Europa League            |  | 2–0 | 1–2 | —   | 1–1 |
| 4  | Qarabağ         | 6  | 0 | 2 | 4 | 2  | 14 | −12 | 2  |                                     |  | 1–2 | 0–4 | 0–0 | —   |

1. 1 2  Kết quả đối đầu: Chelsea 3–3 Roma, Roma 3–0 Chelsea.

### Bảng D
| VT | Đội         | ST | T | H | B | BT | BB | HS | Đ  | Giành quyền tham dự                 |  | BAR | JUV | SPO | OLY |
| -- | ----------- | -- | - | - | - | -- | -- | -- | -- | ----------------------------------- |  | --- | --- | --- | --- |
| 1  | Barcelona   | 6  | 4 | 2 | 0 | 9  | 1  | +8 | 14 | Đi tiếp vào vòng đấu loại trực tiếp |  | —   | 3–0 | 2–0 | 3–1 |
| 2  | Juventus    | 6  | 3 | 2 | 1 | 7  | 5  | +2 | 11 | Đi tiếp vào vòng đấu loại trực tiếp |  | 0–0 | —   | 2–1 | 2–0 |
| 3  | Sporting CP | 6  | 2 | 1 | 3 | 8  | 9  | −1 | 7  | Chuyển qua Europa League            |  | 0–1 | 1–1 | —   | 3–1 |
| 4  | Olympiacos  | 6  | 0 | 1 | 5 | 4  | 13 | −9 | 1  |                                     |  | 0–0 | 0–2 | 2–3 | —   |

### Bảng E
| VT | Đội            | ST | T | H | B | BT | BB | HS  | Đ  | Giành quyền tham dự                 |  | LIV | SEV | SPM | MRB |
| -- | -------------- | -- | - | - | - | -- | -- | --- | -- | ----------------------------------- |  | --- | --- | --- | --- |
| 1  | Liverpool      | 6  | 3 | 3 | 0 | 23 | 6  | +17 | 12 | Đi tiếp vào vòng đấu loại trực tiếp |  | —   | 2–2 | 7–0 | 3–0 |
| 2  | Sevilla        | 6  | 2 | 3 | 1 | 12 | 12 | 0   | 9  | Đi tiếp vào vòng đấu loại trực tiếp |  | 3–3 | —   | 2–1 | 3–0 |
| 3  | Spartak Moskva | 6  | 1 | 3 | 2 | 9  | 13 | −4  | 6  | Chuyển qua Europa League            |  | 1–1 | 5–1 | —   | 1–1 |
| 4  | Maribor        | 6  | 0 | 3 | 3 | 3  | 16 | −13 | 3  |                                     |  | 0–7 | 1–1 | 1–1 | —   |

### Bảng F
| VT | Đội              | ST | T | H | B | BT | BB | HS | Đ  | Giành quyền tham dự                 |  | MC  | SHK | NAP | FEY |
| -- | ---------------- | -- | - | - | - | -- | -- | -- | -- | ----------------------------------- |  | --- | --- | --- | --- |
| 1  | Manchester City  | 6  | 5 | 0 | 1 | 14 | 5  | +9 | 15 | Đi tiếp vào vòng đấu loại trực tiếp |  | —   | 2–0 | 2–1 | 1–0 |
| 2  | Shakhtar Donetsk | 6  | 4 | 0 | 2 | 9  | 9  | 0  | 12 | Đi tiếp vào vòng đấu loại trực tiếp |  | 2–1 | —   | 2–1 | 3–1 |
| 3  | Napoli           | 6  | 2 | 0 | 4 | 11 | 11 | 0  | 6  | Chuyển qua Europa League            |  | 2–4 | 3–0 | —   | 3–1 |
| 4  | Feyenoord        | 6  | 1 | 0 | 5 | 5  | 14 | −9 | 3  |                                     |  | 0–4 | 1–2 | 2–1 | —   |

### Bảng G
| VT | Đội        | ST | T | H | B | BT | BB | HS  | Đ  | Giành quyền tham dự                 |  | BES | POR | RBL | MON |
| -- | ---------- | -- | - | - | - | -- | -- | --- | -- | ----------------------------------- |  | --- | --- | --- | --- |
| 1  | Beşiktaş   | 6  | 4 | 2 | 0 | 11 | 5  | +6  | 14 | Đi tiếp vào vòng đấu loại trực tiếp |  | —   | 1–1 | 2–0 | 1–1 |
| 2  | Porto      | 6  | 3 | 1 | 2 | 15 | 10 | +5  | 10 | Đi tiếp vào vòng đấu loại trực tiếp |  | 1–3 | —   | 3–1 | 5–2 |
| 3  | RB Leipzig | 6  | 2 | 1 | 3 | 10 | 11 | −1  | 7  | Chuyển qua Europa League            |  | 1–2 | 3–2 | —   | 1–1 |
| 4  | Monaco     | 6  | 0 | 2 | 4 | 6  | 16 | −10 | 2  |                                     |  | 1–2 | 0–3 | 1–4 | —   |

### Bảng H
| VT | Đội               | ST | T | H | B | BT | BB | HS  | Đ  | Giành quyền tham dự                 |  | TOT | RM  | DOR | APO |
| -- | ----------------- | -- | - | - | - | -- | -- | --- | -- | ----------------------------------- |  | --- | --- | --- | --- |
| 1  | Tottenham Hotspur | 6  | 5 | 1 | 0 | 15 | 4  | +11 | 16 | Đi tiếp vào vòng đấu loại trực tiếp |  | —   | 3–1 | 3–1 | 3–0 |
| 2  | Real Madrid       | 6  | 4 | 1 | 1 | 17 | 7  | +10 | 13 | Đi tiếp vào vòng đấu loại trực tiếp |  | 1–1 | —   | 3–2 | 3–0 |
| 3  | Borussia Dortmund | 6  | 0 | 2 | 4 | 7  | 13 | −6  | 2  | Chuyển qua Europa League            |  | 1–2 | 1–3 | —   | 1–1 |
| 4  | APOEL             | 6  | 0 | 2 | 4 | 2  | 17 | −15 | 2  |                                     |  | 0–3 | 0–6 | 1–1 | —   |

1. 1 2  Kết quả đối đầu: APOEL 1–1 Borussia Dortmund, Borussia Dortmund 1–1 APOEL (kết quả đối đầu ngang nhau, xếp hạng dựa trên tổng hiệu số bàn thắng bại).

## Vòng đấu loại trực tiếp
Ở vòng đấu loại trực tiếp, các đội đối đầu với nhau theo thể thức hai lượt trên sân nhà và sân khác, ngoại trừ 1 trận chung kết. Cơ chế bốc thăm cho mỗi vòng như sau:
- Trong vòng rút thăm vòng 16 đội, 8 đội nhất bảng trong nhóm đã được chọn làm hạt giống, và 8 đội nhì bảng sẽ không được chọn làm hạt giống, với các đội hạt giống sẽ là chủ nhà trận lượt về. Các đội cùng bảng hoặc cùng nhóm sẽ không đối đầu với nahu.
- Trong lượt bốc thăm cho trận tứ kết trở đi, sẽ không có hạt giống, và các đội từ cùng một nhóm hoặc cùng một liên đoàn có thể được đấu với nhau.

### Sơ đồ nhánh đấu
|  | Vòng 16 đội         | Vòng 16 đội     | Vòng 16 đội | Vòng 16 đội |   |           | Tứ kết | Tứ kết | Tứ kết | Tứ kết |  |               | Bán kết | Bán kết | Bán kết | Bán kết |             |   | Chung kết | Chung kết |
|  |                     |                 |             |             |   |           |        |        |        |        |  |               |         |         |         |         |             |   |           |           |
|  | Sevilla             | 0               | 2           | 2           |   |           |        |        |        |        |  |               |         |         |         |         |             |   |           |           |
|  | Manchester United   | 0               | 1           | 1           |   |           |        |        |        |        |  |               |         |         |         |         |             |   |           |           |
|  | Manchester United   | 0               | 1           | 1           |   | Sevilla   | 1      | 0      | 1      |        |  |               |         |         |         |         |             |   |           |           |
|  |                     |                 |             |             |   | Sevilla   | 1      | 0      | 1      |        |  |               |         |         |         |         |             |   |           |           |
|  |                     | Bayern Munich   | 2           | 0           | 2 |           |        |        |        |        |  |               |         |         |         |         |             |   |           |           |
|  | Bayern Munich       | Bayern Munich   | 2           | 0           | 2 | 5         | 3      | 8      |        |        |  |               |         |         |         |         |             |   |           |           |
|  | Bayern Munich       |                 |             |             |   | 5         | 3      | 8      |        |        |  |               |         |         |         |         |             |   |           |           |
|  | Beşiktaş            | 0               | 1           | 1           |   |           |        |        |        |        |  |               |         |         |         |         |             |   |           |           |
|  | Beşiktaş            | 0               | 1           | 1           |   |           |        |        |        |        |  | Bayern Munich | 1       | 2       | 3       |         |             |   |           |           |
|  |                     |                 |             |             |   |           |        |        |        |        |  | Bayern Munich | 1       | 2       | 3       |         |             |   |           |           |
|  |                     | Real Madrid     | 2           | 2           | 4 |           |        |        |        |        |  |               |         |         |         |         |             |   |           |           |
|  | Juventus            | Real Madrid     | 2           | 2           | 4 | 2         | 2      | 4      |        |        |  |               |         |         |         |         |             |   |           |           |
|  | Juventus            |                 |             |             |   | 2         | 2      | 4      |        |        |  |               |         |         |         |         |             |   |           |           |
|  | Tottenham Hotspur   | 2               | 1           | 3           |   |           |        |        |        |        |  |               |         |         |         |         |             |   |           |           |
|  | Tottenham Hotspur   | 2               | 1           | 3           |   | Juventus  | 0      | 3      | 3      |        |  |               |         |         |         |         |             |   |           |           |
|  |                     |                 |             |             |   | Juventus  | 0      | 3      | 3      |        |  |               |         |         |         |         |             |   |           |           |
|  |                     | Real Madrid     | 3           | 1           | 4 |           |        |        |        |        |  |               |         |         |         |         |             |   |           |           |
|  | Real Madrid         | Real Madrid     | 3           | 1           | 4 | 3         | 2      | 5      |        |        |  |               |         |         |         |         |             |   |           |           |
|  | Real Madrid         |                 |             |             |   | 3         | 2      | 5      |        |        |  |               |         |         |         |         |             |   |           |           |
|  | Paris Saint-Germain | 1               | 1           | 2           |   |           |        |        |        |        |  |               |         |         |         |         |             |   |           |           |
|  | Paris Saint-Germain | 1               | 1           | 2           |   |           |        |        |        |        |  |               |         |         |         |         | Real Madrid | 3 |           |           |
|  |                     |                 |             |             |   |           |        |        |        |        |  |               |         |         |         |         |             | 3 |           |           |
|  |                     | Liverpool       | 1           |             |   |           |        |        |        |        |  |               |         |         |         |         |             |   |           |           |
|  | Porto               | Liverpool       | 1           | 0           | 0 | 0         |        |        |        |        |  |               |         |         |         |         |             |   |           |           |
|  | Porto               |                 |             | 0           | 0 | 0         |        |        |        |        |  |               |         |         |         |         |             |   |           |           |
|  | Liverpool           | 5               | 0           | 5           |   |           |        |        |        |        |  |               |         |         |         |         |             |   |           |           |
|  | Liverpool           | 5               | 0           | 5           |   | Liverpool | 3      | 2      | 5      |        |  |               |         |         |         |         |             |   |           |           |
|  |                     |                 |             |             |   | Liverpool | 3      | 2      | 5      |        |  |               |         |         |         |         |             |   |           |           |
|  |                     | Manchester City | 0           | 1           | 1 |           |        |        |        |        |  |               |         |         |         |         |             |   |           |           |
|  | Basel               | Manchester City | 0           | 1           | 1 | 0         | 2      | 2      |        |        |  |               |         |         |         |         |             |   |           |           |
|  | Basel               |                 |             |             |   | 0         | 2      | 2      |        |        |  |               |         |         |         |         |             |   |           |           |
|  | Manchester City     | 4               | 1           | 5           |   |           |        |        |        |        |  |               |         |         |         |         |             |   |           |           |
|  | Manchester City     | 4               | 1           | 5           |   |           |        |        |        |        |  | Liverpool     | 5       | 2       | 7       |         |             |   |           |           |
|  |                     |                 |             |             |   |           |        |        |        |        |  | Liverpool     | 5       | 2       | 7       |         |             |   |           |           |
|  |                     | Roma            | 2           | 4           | 6 |           |        |        |        |        |  |               |         |         |         |         |             |   |           |           |
|  | Chelsea             | Roma            | 2           | 4           | 6 | 1         | 0      | 1      |        |        |  |               |         |         |         |         |             |   |           |           |
|  | Chelsea             |                 |             |             |   | 1         | 0      | 1      |        |        |  |               |         |         |         |         |             |   |           |           |
|  | Barcelona           | 1               | 3           | 4           |   |           |        |        |        |        |  |               |         |         |         |         |             |   |           |           |
|  | Barcelona           | 1               | 3           | 4           |   | Barcelona | 4      | 0      | 4      |        |  |               |         |         |         |         |             |   |           |           |
|  |                     |                 |             |             |   | Barcelona | 4      | 0      | 4      |        |  |               |         |         |         |         |             |   |           |           |
|  |                     | Roma (a)        | 1           | 3           | 4 |           |        |        |        |        |  |               |         |         |         |         |             |   |           |           |
|  | Shakhtar Donetsk    | Roma (a)        | 1           | 3           | 4 | 2         | 0      | 2      |        |        |  |               |         |         |         |         |             |   |           |           |
|  | Shakhtar Donetsk    |                 |             |             |   | 2         | 0      | 2      |        |        |  |               |         |         |         |         |             |   |           |           |
|  | Roma (a)            | 1               | 1           | 2           |   |           |        |        |        |        |  |               |         |         |         |         |             |   |           |           |

### Vòng 16 đội
Bốc thăm cho vòng 16 đội được tổ chức vào ngày 11 tháng 12 năm 2017, vào lúc 12:00 CET, tại trụ sở của UEFA tại Nyon, Thụy Sĩ.

Lượt đi được diễn ra vào các ngày 13, 14, 20 và 21 tháng 2, và lượt về được diễn ra vào các ngày 6, 7, 13 và 14 tháng 3 năm 2018.
| Đội 1            | TTS     | Đội 2               | Lượt đi | Lượt về |
| ---------------- | ------- | ------------------- | ------- | ------- |
| Juventus         | 4–3     | Tottenham Hotspur   | 2–2     | 2–1     |
| Basel            | 2–5     | Manchester City     | 0–4     | 2–1     |
| Porto            | 0–5     | Liverpool           | 0–5     | 0–0     |
| Sevilla          | 2–1     | Manchester United   | 0–0     | 2–1     |
| Real Madrid      | 5–2     | Paris Saint-Germain | 3–1     | 2–1     |
| Shakhtar Donetsk | 2–2 (a) | Roma                | 2–1     | 0–1     |
| Chelsea          | 1–4     | Barcelona           | 1–1     | 0–3     |
| Bayern Munich    | 8–1     | Beşiktaş            | 5–0     | 3–1     |

### Tứ kết
Lễ bốc thăm vòng tứ kết được tổ chức vào ngày 16 tháng 3 năm 2018, 12:00 CET, tại trụ sở của UEFA tại Nyon, Thụy Sĩ.

Lượt đi được diễn ra vào ngày 3 và 4 tháng 4, và lượt về được diễn ra vào ngày 10 và 11 tháng 4 năm 2018.
| Đội 1     | TTS     | Đội 2           | Lượt đi | Lượt về |
| --------- | ------- | --------------- | ------- | ------- |
| Barcelona | 4–4 (a) | Roma            | 4–1     | 0–3     |
| Sevilla   | 1–2     | Bayern Munich   | 1–2     | 0–0     |
| Juventus  | 3–4     | Real Madrid     | 0–3     | 3–1     |
| Liverpool | 5–1     | Manchester City | 3–0     | 2–1     |

### Bán kết
Lễ bốc thăm vòng bán kết được tổ chức vào ngày 13 tháng 4 năm 2018, 13:00 CEST tại trụ sở của UEFA tại Nyon, Thụy Sĩ.

Lượt đi sẽ diễn ra vào ngày 24 và 25 tháng 4, và lượt về sẽ diễn ra vào ngày 1 và 2 tháng 5 năm 2018.
| Đội 1         | TTS | Đội 2       | Lượt đi | Lượt về |
| ------------- | --- | ----------- | ------- | ------- |
| Bayern Munich | 3–4 | Real Madrid | 1–2     | 2–2     |
| Liverpool     | 7–6 | Roma        | 5–2     | 2–4     |

### Chung kết
Trận chung kết UEFA Champions League 2018 được tổ chức tại sân vận động NSC Olimpiyskiy ở Kiev vào ngày 26 tháng 5 năm 2018. Đội "nhà" cho trận chung kết (vì mục đích hành chính) được xác định bằng một lượt bốc thăm bổ sung diễn ra sau lễ bốc thăm vòng bán kết.
| Real Madrid                   | 3–1      | Liverpool  |
| ----------------------------- | -------- | ---------- |
| - Benzema 51' - Bale 64', 83' | Chi tiết | - Mané 55' |

## Thống kê
Thống kê ở vòng loại và vòng play-off không được tính đến.

### Các cầu thủ ghi bàn hàng đầu
| XH | Cầu thủ           | Đội                 | Số bàn thắng | Số phút đã chơi |
| -- | ----------------- | ------------------- | ------------ | --------------- |
| 1  | Cristiano Ronaldo | Real Madrid         | 15           | 1170            |
| 2  | Mohamed Salah     | Liverpool           | 10           | 930             |
| 2  | Sadio Mané        | Liverpool           | 10           | 940             |
| 2  | Roberto Firmino   | Liverpool           | 10           | 1056            |
| 5  | Wissam Ben Yedder | Sevilla             | 8            | 651             |
| 5  | Edin Džeko        | Roma                | 8            | 1078            |
| 7  | Harry Kane        | Tottenham Hotspur   | 7            | 597             |
| 7  | Edinson Cavani    | Paris Saint-Germain | 7            | 680             |
| 9  | Neymar            | Paris Saint-Germain | 6            | 630             |
| 9  | Lionel Messi      | Barcelona           | 6            | 783             |

Nguồn:

### Các cầu thủ kiến tạo hàng đầu
| XH | Cầu thủ         | Đội                 | Kiến tạo | Số phút đã chơi |
| -- | --------------- | ------------------- | -------- | --------------- |
| 1  | James Milner    | Liverpool           | 9        | 874             |
| 2  | Roberto Firmino | Liverpool           | 8        | 1056            |
| 3  | Luis Suárez     | Barcelona           | 5        | 884             |
| 4  | Eden Hazard     | Chelsea             | 4        | 611             |
| 4  | Neymar          | Paris Saint-Germain | 4        | 630             |
| 4  | Kevin De Bruyne | Manchester City     | 4        | 667             |
| 4  | Mohamed Salah   | Liverpool           | 4        | 930             |
| 8  | 16 cầu thủ      | 16 cầu thủ          | 3        | —               |

Nguồn:

### Đội hình xuất sắc nhất mùa giải
Nhóm nghiên cứu chiến thuật của UEFA lựa chọn 18 cầu thủ vào danh sách đội hình xuất sắc nhất giải đấu.
| Vị trí | Cầu thủ           | Đội             |
| ------ | ----------------- | --------------- |
| TM     | Keylor Navas      | Real Madrid     |
| TM     | Alisson           | Roma            |
| HV     | Joshua Kimmich    | Bayern Munich   |
| HV     | Sergio Ramos      | Real Madrid     |
| HV     | Marcelo           | Real Madrid     |
| HV     | Giorgio Chiellini | Juventus        |
| HV     | Virgil van Dijk   | Liverpool       |
| HV     | Raphaël Varane    | Real Madrid     |
| TV     | Kevin De Bruyne   | Manchester City |
| TV     | Casemiro          | Real Madrid     |
| TV     | Luka Modrić       | Real Madrid     |
| TV     | Toni Kroos        | Real Madrid     |
| TV     | James Rodríguez   | Bayern Munich   |
| TĐ     | Edin Džeko        | Roma            |
| TĐ     | Roberto Firmino   | Liverpool       |
| TĐ     | Lionel Messi      | Barcelona       |
| TĐ     | Cristiano Ronaldo | Real Madrid     |
| TĐ     | Mohamed Salah     | Liverpool       |

### Cầu thủ xuất sắc nhất mùa giải
| XH                        | Cầu thủ                 | Đội                     | Điểm                    |
| Danh sách rút gọn top 3   | Danh sách rút gọn top 3 | Danh sách rút gọn top 3 | Danh sách rút gọn top 3 |
| ------------------------- | ----------------------- | ----------------------- | ----------------------- |
| 1                         | Keylor Navas            | Real Madrid             | 222                     |
| 2                         | Alisson                 | Roma                    | 197                     |
| 3                         | Gianluigi Buffon        | Juventus                | 92                      |
| Các cầu thủ xếp hạng 4–10 |                         |                         |                         |
| 4                         | Marc-André ter Stegen   | Barcelona               | 47                      |
| 5                         | Thibaut Courtois        | Chelsea                 | 28                      |
| 6                         | Ederson                 | Manchester City         | 26                      |
| 7                         | Hugo Lloris             | Tottenham Hotspur       | 18                      |
| 8                         | Jan Oblak               | Atlético Madrid         | 16                      |
| 9                         | David de Gea            | Manchester United       | 7                       |
| 10                        | Sven Ulreich            | Bayern Munich           | 5                       |

| XH                        | Cầu thủ                 | Đội                     | Điểm                    |
| Danh sách rút gọn top 3   | Danh sách rút gọn top 3 | Danh sách rút gọn top 3 | Danh sách rút gọn top 3 |
| ------------------------- | ----------------------- | ----------------------- | ----------------------- |
| 1                         | Sergio Ramos            | Real Madrid             | 184                     |
| 2                         | Raphaël Varane          | Real Madrid             | 167                     |
| 3                         | Marcelo                 | Real Madrid             | 145                     |
| Các cầu thủ xếp hạng 4–10 |                         |                         |                         |
| 4                         | Giorgio Chiellini       | Juventus                | 40                      |
| 5                         | Dejan Lovren            | Liverpool               | 37                      |
| 6                         | Virgil van Dijk         | Liverpool               | 24                      |
| 7                         | Diego Godín             | Atlético Madrid         | 15                      |
| 8                         | Joshua Kimmich          | Bayern Munich           | 14                      |
| 9                         | Mats Hummels            | Bayern Munich           | 13                      |
| 10                        | Gerard Piqué            | Barcelona               | 10                      |

| XH                        | Cầu thủ                 | Đội                     | Điểm                    |
| Danh sách rút gọn top 3   | Danh sách rút gọn top 3 | Danh sách rút gọn top 3 | Danh sách rút gọn top 3 |
| ------------------------- | ----------------------- | ----------------------- | ----------------------- |
| 1                         | Luka Modrić             | Real Madrid             | 347                     |
| 2                         | Kevin De Bruyne         | Manchester City         | 114                     |
| 3                         | Toni Kroos              | Real Madrid             | 69                      |
| Các cầu thủ xếp hạng 4–10 |                         |                         |                         |
| 4                         | Casemiro                | Real Madrid             | 40                      |
| 5                         | James Milner            | Liverpool               | 18                      |
| 6                         | Andrés Iniesta          | Barcelona               | 16                      |
| 7                         | Ivan Rakitić            | Barcelona               | 9                       |
| 8                         | Isco                    | Real Madrid             | 6                       |
| 8                         | Sadio Mané              | Liverpool               | 6                       |
| 8                         | Miralem Pjanić          | Juventus                | 6                       |
| 8                         | James Rodríguez         | Bayern Munich           | 6                       |

| XH                        | Cầu thủ                 | Đội                     | Điểm                    |
| Danh sách rút gọn top 3   | Danh sách rút gọn top 3 | Danh sách rút gọn top 3 | Danh sách rút gọn top 3 |
| ------------------------- | ----------------------- | ----------------------- | ----------------------- |
| 1                         | Cristiano Ronaldo       | Real Madrid             | 287                     |
| 2                         | Mohamed Salah           | Liverpool               | 218                     |
| 3                         | Lionel Messi            | Barcelona               | 43                      |
| Các cầu thủ xếp hạng 4–10 |                         |                         |                         |
| 4                         | Kylian Mbappé           | Paris Saint-Germain     | 17                      |
| 5                         | Edin Džeko              | Roma                    | 15                      |
| 5                         | Harry Kane              | Tottenham Hotspur       | 15                      |
| 7                         | Roberto Firmino         | Liverpool               | 13                      |
| 8                         | Gareth Bale             | Real Madrid             | 12                      |
| 8                         | Antoine Griezmann       | Atlético Madrid         | 12                      |
| 8                         | Sadio Mané              | Liverpool               | 12                      |